# The Return of Mr. Zone 6
The Return of Mr. Zone 6 – piąty niezależny album amerykańskiego rapera Gucciego Mane’a. Został wydany 22 marca, 2011 roku.

## Lista utworów
| Nr | Tytuł                 | Producent(ci) | Goście                                       | Czas |
| -- | --------------------- | ------------- | -------------------------------------------- | ---- |
| 1  | "24 Hours"            | Drumma Boy    |                                              | 4:35 |
| 2  | "Mouthful Of Golds"   | Drumma Boy    | Birdman                                      | 4:10 |
| 3  | "This Is What I Do"   | Drumma Boy    | Waka Flocka Flame & OJ Da Juiceman           | 4:46 |
| 4  | "Reckless"            | Drumma Boy    | Lil Capp & Chill Will                        | 4:28 |
| 5  | "Shout Out To My Set" | South Side    | Wooh Da Kid                                  | 4:00 |
| 6  | "I Don't Love Her"    | Zaytoven      | Rocko & Webbie                               | 4:06 |
| 7  | "Better Baby"         | Drumma Boy    |                                              | 3:32 |
| 8  | "Brinks"              | Drumma Boy    | Master P                                     | 3:27 |
| 9  | "Pretty Bitches"      | Drumma Boy    | Wale                                         | 3:38 |
| 10 | "Pancakes"            | Drumma Boy    | Waka Flocka Flame & 8ball                    | 4:19 |
| 11 | "Hell Yeah"           | Drumma Boy    | Slim Dunkin                                  | 3:45 |
| 12 | "My Year"             | Drumma Boy    |                                              | 3:53 |
| 13 | "Trick Or Treat"      | Drumma Boy    | Waka Flocka Flame, Slim Dunkin & Wooh Da Kid | 6:21 |